# Winston (sigarette)

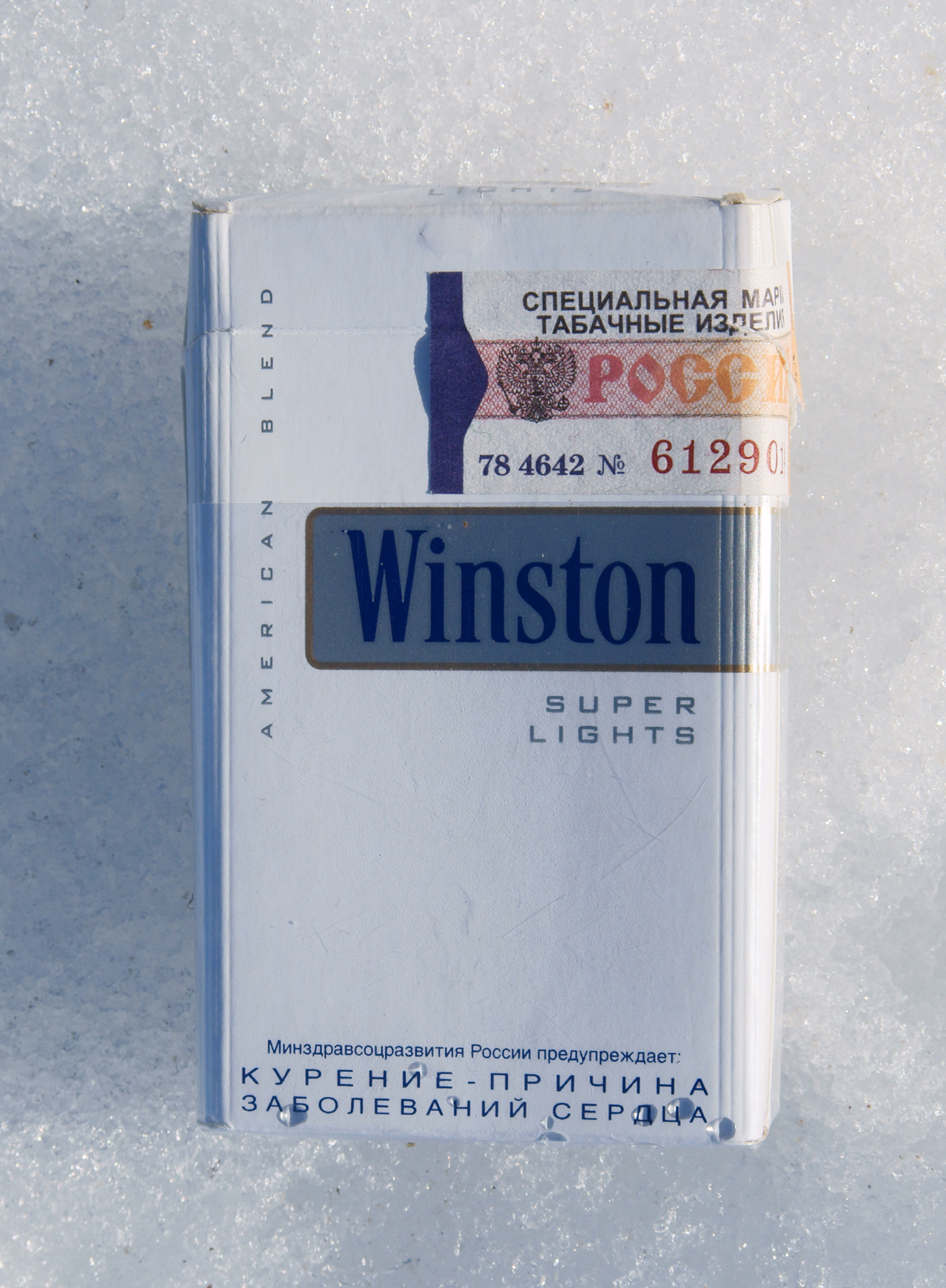
Pacchetto duro russo di Winston Super Lights

Winston è un marchio di sigarette prodotte da Japan Tobacco International.

## Storia
La marca fu introdotta nel 1954, e divenne la più venduta negli Stati Uniti d’America. Il marchio fu pubblicizzato per la prima volta tra il 1966 e il 1972.
Durante gli anni ottanta, le sigarette Winston diventarono la marca più popolare a Porto Rico, probabilmente a causa dello slogan "Winston y Puerto Rico: No hay nada mejor" ("Winston e Porto Rico: Non c'è niente di meglio"), così come per la loro associazione con la "salsa sensual" o la "salsa erotica".
Nel 1999, venne introdotto con il marchio Winston un nuovo tipo di sigaretta nell'Europa dell'Est: "Winston One". Il prodotto prese il nome dal contenuto di condensato (1 mg) e da quello di nicotina (0,1 mg) presenti in una sigaretta. "Winston One" è tuttora uno dei prodotti a base di tabacco con uno dei più bassi contenuti di nicotina.
Dal 1972 al 2003, Winston è stato uno degli sponsor principali del campionato NASCAR.
Le sigarette Winston sono distribuite in più di 60 paesi del mondo.

## Tipi
- Winston Classic (Red): Catrame 10 mg, Nicotina 0,8 mg, CO 10 mg
- Winston Classic 100's (Red): Catrame 10 mg, Nicotina 0,8 mg, CO 10 mg
- Winston Blue: Catrame 8 mg, Nicotina 0,6 mg, CO 9 mg
- Winston Blue 100's: Catrame 8 mg, Nicotina 0,6 mg, CO 9 mg
- Winston Blue Super Line: Catrame 7 mg, Nicotina 0,6 mg, CO 6 mg
- Winston Amber: Catrame 7 mg, Nicotina 0,5 mg, CO 9 mg
- Winston Amber 100's: Catrame 8 mg, Nicotina 0,6 mg, CO 9 mg
- Winston Silver: Catrame 4 mg, Nicotina 0,4 mg, CO 5 mg
- Winston Silver 100's: Catrame 4 mg, Nicotina 0,4 mg, CO 4 mg
- Winston Silver Super Line: Catrame 4 mg, Nicotina 0,4 mg, CO 4 mg
- Winston White: Catrame 1 mg, Nicotina 0,1 mg, CO 2 mg
- Winston White 100's: Catrame 3 mg, Nicotina 0,2 mg, CO 3 mg
- Winston Fresh Xpression: Catrame 7 mg, Nicotina 0,5 mg, CO 7 mg
- Winston XStyle: Catrame  7 mg, Nicotina 0,4 mg, CO 6 mg
- Winston Expand (menta): Catrame 8 mg, Nicotina 0,7 mg, CO 9 mg

### Nei media
- Nella canzone "Broadway Melody of 1974" del gruppo Progressive Rock inglese Genesis, viene citata una majorette che fuma sigarette Winston;
- Nella canzone Marmellata 25 di Cesare Cremonini è presente la frase "e nel tuo cassetto un libro letto e una Winston blu... L'ho fumata", dove viene citata per l'appunto la nota marca di sigarette;
- Nella canzone "Destri" di Gazzelle, vengono citate le famose sigarette con la frase: "Gli occhiali di mia madre, le quattro del mattino Le Winston Blue smezzate...";
- Nella canzone "poser ft. lil kaneki e Drast" di Pippo sowlo, Drast cita le famose sigarette con la frase: "Fumo Winston Blue come faceva Kurt Cobain...";
- Nella canzone "Ouverture" Lazza cita l'omonima marca con la frase: "giallo tra le mani di mio padre che alle 6 si accende già una Winston";
- Nella canzone "Fumo" Clementino cita l'omonima marca con la frase: "Comprami un pacchettino di Winston";
- Nella canzone "Autostima" degli Psicologi viene citata l'omonima marca: "E mi rimangono due euro e mezza Winston";
- Nella canzone "Gameboy Color" di Dani Faiv, l'artista cita in una rima "uso per le canne quelle Winston blue, le sigarette noi non le fumiamo";
- Nella canzone ‘’Jungle’’ di Rhove, l’artista cita in una rima le Winston “Versace mi sembra una Vuitton, Vuitton, voiture nella piston cup, accendo una Winston, Winston’’;
- Nella canzone "Gabbiano/Moonrock" di Dani Faiv, l'artista cita le Winston nel ritornello: "Winston Blue fan coppia col caramello che c'ho in mano";
- Nella canzone “Comandamento” di Paky, l’artista cita l’omonima marca con la frase “Una notte un cristiano mi disse che un giorno io morirò ucciso mentre mi fumo una Winston”;
- Nella canzone “Patty No Dormo” di Andrea Fido, Jakiez cita le Winston “Come i Flintstone, fuoriclasse, brusemo le Winston”;
- Nella canzone "Lento" di Mida, l'artista cita le Winston nel pre-ritornello: "Da te che hai l'ultima Winston Blue, ma io non fumo";
- Nella canzone “ALBV” di Artie 5ive, l’artista cita il marchio con la frase “Fumo l’ultima Winston e la scanno fino al filtro”;
- Nella canzone "Maledetta Vita" de La Sad ft Pinguini Tattici Nucleari è presente la frase "resta sempre zitto, fuma mille Winston".